# Hangry & Angry
Hangry & Angry (ハングリーとアングリー?) es un dúo pop japonés proveniente de las Morning Musume. Fundado en 2008 por Hitomi Yoshizawa (Hangry) y Rika Ishikawa (Angry).

## Discografía

### Miniálbum
Kill Me Kiss Me (10 de noviembre de 2008)
| # | Título                                               |
| - | ---------------------------------------------------- |
| 1 | Kill Me Kiss Me                                      |
| 2 | Angelia                                              |
| 3 | GIZA GIZA                                            |
| 4 | Romantic ni Violence (ロマンティックにバイオレンス?) |
| 5 | WALL FLOWER                                          |

## Sencillos
- «Sadistic Dance»